# Associazione Sportiva Roma 1977-1978
Questa voce raccoglie le informazioni riguardanti l'Associazione Sportiva Roma nelle competizioni ufficiali della stagione 1977-1978.

## Stagione
La squadra, affidata a Gustavo Giagnoni (già allenatore di Torino e Milan) arriva ottava in un campionato, di cui rimane memorabile la notevole vena realizzativa del giovane centrocampista Di Bartolomei.

## Divise
Lo sponsor tecnico è Adidas. La divisa primaria della Roma è costituita da maglia rossa con colletto a polo bordato di giallo, pantaloncini bianchi e calzettoni rossi bordati di giallo. In trasferta la Lupa usa una maglia bianca con colletto a polo giallorosso, pantaloncini bianchi e calzettoni bianchi bordati di rosso. I portieri hanno due divise: la prima è formata da maglia grigia, pantaloncini neri e calzettoni rossi bordati di giallo, la seconda è costituita da maglia grigia con decorazioni nere, pantaloncini e calzettoni neri.
| Casa | Trasferta | 1ª portiere | 2ª portiere |

## Organigramma societario
Di seguito l'organigramma societario.
Area direttiva
- Presidente: Gaetano Anzalone
- Segretario: Carlo Mupo

Area tecnica
- Direttore sportivo: Luciano Moggi
- Allenatore: Gustavo Giagnoni
- Preparatore atletico: Antonio Piras

Area sanitaria
- Medico sociale: Marco de Pedis
- Massaggiatore: Roberto Minaccioni

## Rosa

Guido Ugolotti, aggregato dalla squadra Primavera, debutta con 3 gol nelle prime tre giornate di campionato.

Di seguito la rosa.
| N. |                   | Ruolo | Calciatore                  |
| -- | ----------------- | ----- | --------------------------- |
|    | Italia (bandiera) | P     | Paolo Conti                 |
|    | Italia (bandiera) | P     | Franco Tancredi             |
|    | Italia (bandiera) | D     | Francesco Rocca             |
|    | Italia (bandiera) | D     | Sergio Santarini (capitano) |
|    | Italia (bandiera) | D     | Giacomo Chinellato          |
|    | Italia (bandiera) | D     | Domenico Maggiora           |
|    | Italia (bandiera) | D     | Leonardo Menichini          |
|    | Italia (bandiera) | D     | Franco Peccenini            |
|    | Italia (bandiera) | C     | Guglielmo Bacci             |
|    | Italia (bandiera) | C     | Massimo Berdini             |
|    | Italia (bandiera) | C     | Loris Boni                  |
|    | Italia (bandiera) | C     | Paolo Borelli               |
|    | Italia (bandiera) | C     | Bruno Conti                 |

| N. |                   | Ruolo | Calciatore             |
| -- | ----------------- | ----- | ---------------------- |
|    | Italia (bandiera) | C     | Michele De Nadai       |
|    | Italia (bandiera) | C     | Giancarlo De Sisti     |
|    | Italia (bandiera) | C     | Agostino Di Bartolomei |
|    | Italia (bandiera) | C     | Paolo Giovannelli      |
|    | Italia (bandiera) | C     | Angelo Paolanti        |
|    | Italia (bandiera) | C     | Gesualdo Piacenti      |
|    | Italia (bandiera) | C     | Roberto Scarnecchia    |
|    | Italia (bandiera) | A     | Walter Casaroli        |
|    | Italia (bandiera) | A     | Giuliano Musiello      |
|    | Italia (bandiera) | A     | Pierino Prati          |
|    | Italia (bandiera) | A     | Giannantonio Sperotto  |
|    | Italia (bandiera) | A     | Guido Ugolotti         |

## Calciomercato
Di seguito il calciomercato.
| Acquisti | Acquisti              | Acquisti  | Acquisti      |
| R.       | Nome                  | da        | Modalità      |
| -------- | --------------------- | --------- | ------------- |
| P        | Franco Tancredi       | Rimini    | definitivo    |
| C        | Michele De Nadai      | Monza     | definitivo    |
| C        | Paolo Giovannelli     | Cecina    | definitivo    |
| C        | Gesualdo Piacenti     | Genoa     | definitivo    |
| C        | Roberto Scarnecchia   | ALMAS     | definitivo    |
| A        | Walter Casaroli       | Como      | fine prestito |
| A        | Giannantonio Sperotto | Catanzaro | definitivo    |

| Cessioni | Cessioni           | Cessioni      | Cessioni   |
| R.       | Nome               | a             | Modalità   |
| -------- | ------------------ | ------------- | ---------- |
| P        | Francesco Quintini | Banco di Roma | definitivo |
| D        | Mauro Sandreani    | L.R. Vicenza  | definitivo |
| C        | Walter Sabatini    | Perugia       | definitivo |
| A        | Stefano Pellegrini | Bari          | definitivo |
| A        | Pierino Prati      | Fiorentina    | definitivo |

## Risultati

### Serie A

#### Girone di andata
| Arbitro: | Agnolin (Bassano del Grappa) |

|                                       |           |            |
| Di Bartolomei 62’ (rig.) Ugolotti 86’ | Marcatori | 35’ Pulici |

| Arbitro: | Menicucci (Firenze) |

|                                            |           |                                       |
| Dal Fiume 1’ Amenta 38’ (rig.) Vannini 68’ | Marcatori | 19’ (rig.) Di Bartolomei 56’ Ugolotti |

| Arbitro: | Trinchieri (Reggio Emilia) |

|              |           |  |
| Ugolotti 77’ | Marcatori |  |

| Arbitro: | Barbaresco (Cormons) |

|              |           |                          |
| Zucchini 41’ | Marcatori | 64’ (rig.) Di Bartolomei |

| Arbitro: | Bergamo (Livorno) |

|               |           |                       |
| Chinellato 4’ | Marcatori | 18’ Bigon 84’ Capello |

| Arbitro: | Gussoni (Varese) |

|                            |           |  |
| Pin 23’ Savoldi 84’ (rig.) | Marcatori |  |

| Arbitro: | Prati (Parma) |

|               |           |                                               |
| Conti 3’, 73’ | Marcatori | 15’ (rig.) Antognoni 58’ (aut.) Di Bartolomei |

| Roma 20 novembre 1977, ore 14:30 8ª giornata | Roma                         | 0 – 0 referto | Lazio | Stadio Olimpico di Roma (circa 80.000 spett.)\| Arbitro: \| Agnolin (Bassano del Grappa) \| |
| Arbitro:                                     | Agnolin (Bassano del Grappa) |               |       |                                                                                             |

| Arbitro: | Menicucci (Firenze) |

|                                              |           |                                             |
| Cerilli 4’ Faloppa 35’ Rossi 55’, 76’ (rig.) | Marcatori | 25’ Di Bartolomei 57’ Maggiora 79’ Casaroli |

| Bologna 11 dicembre 1977, ore 14:30 10ª giornata | Bologna          | 0 – 0 referto | Roma | Stadio Comunale\| Arbitro: \| Casarin (Milano) \| |
| Arbitro:                                         | Casarin (Milano) |               |      |                                                   |

| Arbitro: | Ciacci (Firenze) |

|              |           |  |
| Musiello 23’ | Marcatori |  |

| Verona 31 dicembre 1977, ore 14:30 12ª giornata | Verona         | 0 – 0 referto | Roma | Stadio Marcantonio Bentegodi (circa 24.000 spett.)\| Arbitro: \| Gonella (Asti) \| |
| Arbitro:                                        | Gonella (Asti) |               |      |                                                                                    |

| Arbitro: | Agnolin (Bassano del Grappa) |

|                            |           |                          |
| Di Bartolomei 45+2’ (rig.) | Marcatori | 35’ Marini 90’ Scanziani |

| Arbitro: | Casarin (Milano) |

|                                |           |  |
| Fanna 61’ Menichini 72’ (aut.) | Marcatori |  |

| Arbitro: | Panzino (Catanzaro) |

|                                     |           |                  |
| Di Bartolomei 37’, 82’ Casaroli 52’ | Marcatori | 17’ Mastropasqua |

#### Girone di ritorno
| Arbitro: | Ciacci (Firenze) |

|            |           |                  |
| Pulici 21’ | Marcatori | 23’ (aut.) Pecci |

| Arbitro: | Gonella (Asti) |

|                   |           |  |
| Musiello 13’, 76’ | Marcatori |  |

| Foggia 12 febbraio 1978, ore 15:00 18ª giornata | Foggia         | 0 – 0 referto | Roma | Stadio Pino Zaccheria\| Arbitro: \| Lapi (Firenze) \| |
| Arbitro:                                        | Lapi (Firenze) |               |      |                                                       |

| Arbitro: | Lo Bello (Siracusa) |

|                           |           |  |
| Ugolotti 51’ Casaroli 52’ | Marcatori |  |

| Arbitro: | Prati (Parma) |

|                          |           |  |
| Di Bartolomei 65’ (aut.) | Marcatori |  |

| Roma 5 marzo 1978, ore 15:00 21ª giornata | Roma                | 0 – 0 referto | Napoli | Stadio Olimpico di Roma (circa 40.000 spett.)\| Arbitro: \| Menicucci (Firenze) \| |
| Arbitro:                                  | Menicucci (Firenze) |               |        |                                                                                    |

| Arbitro: | Gonella (Asti) |

|                         |           |  |
| Antognoni 10’ Sella 24’ | Marcatori |  |

| Arbitro: | Ciacci (Firenze) |

|                     |           |                    |
| Giordano 55’ (rig.) | Marcatori | 10’ (aut.) Clerici |

| Arbitro: | Gussoni (Varese) |

|                      |           |                          |
| Prestanti 75’ (aut.) | Marcatori | 11’ (aut.) Di Bartolomei |

| Arbitro: | D'Elia (Salerno) |

|                   |           |                      |
| Di Bartolomei 34’ | Marcatori | 20’ (aut.) Menichini |

| Arbitro: | Mattei (Macerata) |

|             |           |  |
| Arcoleo 23’ | Marcatori |  |

| Arbitro: | Lapi (Firenze) |

|                                   |           |              |
| Esposito 45’ (aut.) Santarini 87’ | Marcatori | 53’ Mascetti |

| Arbitro: | Rosario Lo Bello (Siracusa) |

|                                    |           |                        |
| Altobelli 26’, 67’ Muraro 40’, 77’ | Marcatori | 24’ Casaroli 43’ Bacci |

| Arbitro: | Ciacci (Firenze) |

|                   |           |             |
| Di Bartolomei 55’ | Marcatori | 39’ Bettega |

| Arbitro: | Petrussi (Arezzo) |

|  |           |                   |
|  | Marcatori | 75’ Di Bartolomei |

### Coppa Italia

#### Primo turno - Girone 3
| 21 agosto 1977 1ª giornata |  | – |  |  |

| Arbitro: | Lo Bello (Siracusa) |

|             |           |                        |
| Monaldo 18’ | Marcatori | 45’, 78’ Di Bartolomei |

| Arbitro: | Panzino (Catanzaro) |

|                                                   |           |                            |
| Maggiora 7’ Musiello 27’ Di Bartolomei 57’ (rig.) | Marcatori | 40’ Lorenzetti 73’ Berlini |

| Arbitro: | Casarin (Milano) |

|             |           |                        |
| Mariani 50’ | Marcatori | 13’ Prati 75’ Musiello |

| Arbitro: | Gonella (Asti) |

|  |           |              |
|  | Marcatori | 24’ Desolati |

### Coppa d'Estate 1978
| Arbitro: | Martin |

|            |           |  |
| Revelli 2’ | Marcatori |  |

| Arbitro: | Schena |

|                                              |           |                                |
| Di Bartolomei 43’ Casaroli 53’ Santarini 80’ | Marcatori | 26’ Burg 33’ Borso 70’ Koritar |

| Arbitro: | Scmoock |

|  |           |                   |
|  | Marcatori | 55’, 57’ Casaroli |

| Arbitro: | Jaczina |

|                                |           |  |
| Koritar 15’ Fulop 65’ Burg 75’ | Marcatori |  |

| Arbitro: | Bergamo |

|                   |           |  |
| Casaroli 13’, 28’ | Marcatori |  |

| Arbitro: | Mascia |

|                                                |           |  |
| Casaroli 17’ Di Bartolomei 40’ Scarnecchia 70’ | Marcatori |  |

## Statistiche

### Statistiche di squadra
Di seguito le statistiche di squadra.
| Competizione | Punti | In casa | In casa | In casa | In casa | In casa | In casa | In trasferta | In trasferta | In trasferta | In trasferta | In trasferta | In trasferta | Totale | Totale | Totale | Totale | Totale | Totale | DR |
| Competizione | Punti | G       | V       | N       | P       | Gf      | Gs      | G            | V            | N            | P            | Gf           | Gs           | G      | V      | N      | P      | Gf     | Gs     | DR |
| ------------ | ----- | ------- | ------- | ------- | ------- | ------- | ------- | ------------ | ------------ | ------------ | ------------ | ------------ | ------------ | ------ | ------ | ------ | ------ | ------ | ------ | -- |
| Serie A      | 28    | 15      | 7       | 6       | 2       | 20      | 12      | 15           | 1            | 6            | 8            | 11           | 22           | 30     | 8      | 12     | 10     | 31     | 34     | -3 |
| Coppa Italia |       | 2       | 1       | 0       | 1       | 3       | 3       | 2            | 2            | 0            | 0            | 4            | 2            | 4      | 3      | 0      | 1      | 7      | 5      | +2 |
| Totale       | -     | 17      | 8       | 6       | 3       | 23      | 15      | 17           | 3            | 6            | 8            | 15           | 24           | 34     | 11     | 12     | 11     | 38     | 39     | -1 |

### Andamento in campionato
| Giornata  | 1 | 2 | 3 | 4 | 5 | 6  | 7  | 8  | 9  | 10 | 11 | 12 | 13 | 14 | 15 | 16 | 17 | 18 | 19 | 20 | 21 | 22 | 23 | 24 | 25 | 26 | 27 | 28 | 29 | 30 |
| --------- | - | - | - | - | - | -- | -- | -- | -- | -- | -- | -- | -- | -- | -- | -- | -- | -- | -- | -- | -- | -- | -- | -- | -- | -- | -- | -- | -- | -- |
| Luogo     | C | T | C | T | C | T  | C  | C  | T  | T  | C  | T  | C  | T  | C  | T  | C  | T  | C  | T  | C  | T  | T  | C  | C  | T  | C  | T  | C  | T  |
| Risultato | V | P | V | N | P | P  | N  | N  | P  | N  | V  | N  | P  | P  | V  | N  | V  | N  | V  | P  | N  | P  | N  | N  | N  | P  | V  | P  | N  | V  |
| Posizione | 1 | 5 | 3 | 2 | 6 | 11 | 12 | 13 | 13 | 13 | 13 | 10 | 11 | 12 | 10 | 10 | 9  | 8  | 8  | 8  | 9  | 9  | 10 | 9  | 9  | 10 | 9  | 9  | 9  | 8  |

Legenda:

Luogo: C = Casa; T = Trasferta. Risultato: V = Vittoria; N = Pareggio; P = Sconfitta.

### Statistiche dei giocatori
Desunte dai tabellini de L'Unità.
| Giocatore        | Serie A  | Serie A | Coppa Italia | Coppa Italia | Totale   | Totale |
| Giocatore        | Presenze | Reti    | Presenze     | Reti         | Presenze | Reti   |
| ---------------- | -------- | ------- | ------------ | ------------ | -------- | ------ |
| P. Conti         | 30       | -34     | 4            | -5           | 34       | -39    |
| F. Tancredi      | 0        | -0      | 0            | -0           | 0        | -0     |
| F. Rocca         | 0        | 0       | 0            | 0            | 0        | 0      |
| S. Santarini     | 30       | 1       | 4            | 0            | 34       | 1      |
| G. Chinellato    | 25       | 1       | 4            | 0            | 29       | 1      |
| D. Maggiora      | 28       | 1       | 4            | 1            | 32       | 2      |
| L. Menichini     | 27       | 0       | 2            | 0            | 29       | 0      |
| F. Peccenini     | 18       | 0       | 0            | 0            | 18       | 0      |
| G. Bacci         | 4        | 1       | 0            | 0            | 4        | 1      |
| M. Berdini       | 1        | 0       | 0            | 0            | 1        | 0      |
| L. Boni          | 18       | 0       | 2            | 0            | 20       | 0      |
| P. Borelli       | 0        | 0       | 0            | 0            | 0        | 0      |
| B. Conti         | 17       | 2       | 4            | 0            | 21       | 2      |
| M. De Nadai      | 18       | 0       | 4            | 0            | 22       | 0      |
| G. De Sisti      | 25       | 0       | 4            | 0            | 29       | 0      |
| A. Di Bartolomei | 26       | 10      | 4            | 3            | 30       | 13     |
| P. Giovannelli   | 0        | 0       | 0            | 0            | 0        | 0      |
| A. Paolanti      | 1        | 0       | 0            | 0            | 1        | 0      |
| G. Piacenti      | 14       | 0       | 4            | 0            | 18       | 0      |
| R. Scarnecchia   | 6        | 0       | 0            | 0            | 6        | 0      |
| W. Casaroli      | 21       | 4       | 3            | 0            | 24       | 4      |
| G. Musiello      | 25       | 3       | 4            | 2            | 29       | 5      |
| P. Prati         | 0        | 0       | 4            | 1            | 4        | 1      |
| G. Sperotto      | 7        | 0       | 0            | 0            | 7        | 0      |
| G. Ugolotti      | 10       | 4       | 0            | 0            | 10       | 4      |

## Giovanili

Una formazione della Primavera giallorossa campione d'Italia

### Piazzamenti
- Primavera:
  - Campionato Primavera: vincitore
  - Coppa Italia Primavera: ?
  - Torneo di Viareggio: finale